# Chellsie Memmel
Chellsie Memmel född den 23 juni 1988 i West Allis i Wisconsin, är en amerikansk gymnast.
Hon tog OS-silver i lagmångkampen i samband med de olympiska gymnastiktävlingarna 2008 i Peking.